# Hebden Bridge
Hebden Bridge è un paese di 4.500 abitanti della contea del West Yorkshire, in Inghilterra.